# Ugolino II Trinci
Ugolino II Trinci, noto anche come Ugolino Novello (... – 1353), è stato un nobile italiano, signore di Foligno.

## Biografia
Egli era figlio di Nallo Trinci e di Chiara Gabrielli di Gubbio, figlia di Cante Gabrielli, e fu seguito dal figlio Trincia a capo della Signoria.
Altri suoi figli furono Corrado II, signore di Foligno, e Rinaldo, vescovo di Foligno.